# Coyojil
Coyojil är en ort i Mexiko.   Den ligger i kommunen Tumbalá och delstaten Chiapas, i den sydöstra delen av landet, 800 km öster om huvudstaden Mexico City. Coyojil ligger 910 meter över havet och antalet invånare är 368.
Terrängen runt Coyojil är huvudsakligen kuperad, men åt nordväst är den bergig. Runt Coyojil är det ganska tätbefolkat, med 149 invånare per kvadratkilometer. Närmaste större samhälle är Yajalón, 15,7 km söder om Coyojil. I omgivningarna runt Coyojil växer i huvudsak städsegrön lövskog.